# Mórinos
Los mórinos (en latín, Morini) fueron un pueblo galo, no se sabe si celta o germánico, que vivía en la Galia Bélgica. Tenían al norte a los menapios, al oeste el océano, al sur los ambianos y atrebates y al este no está fijado. Su nombre derivaría de la palabra celta mori (latín mare/maris, español mar).

## Historia
Para los romanos cultos, el territorio de los mórinos equivalía al fin de la civilización, como indican el poeta Virgilio y el erudito Plinio el Viejo.
Julio César combatió a los mórinos con más éxito que con los menapios y les sometió con facilidad. Se cree que pudieron movilizar unos 25 000 hombres en 57 a. C., cuando César acometió contra ellos para utilizar su territorio como base de operaciones para intentar la invasión de Britannia, ya que su territorio, sobre las costas del canal de la Mancha, era el más próximo a las islas. A la vuelta de esta expedición, los mórinos se sublevaron y fueron reprimidos rápida y eficazmente por Tito Labieno al retornar de Britannia
En su segunda expedición hacia las islas del año 54 a. C., César y sus tropas partieron de Portus Itius, dentro del territorio de este pueblo. 
Los mórinos se rebelaron en los tiempos del emperador Augusto, pero fueron derrotados por su legado Cayo Carinas entre 31 a. C. y 30 a. C.. A partir de ese momento Bononia se convirtió en un puerto romano y Taruenna en colonia romana y, como consecuencia, el país se romanizó rápidamente.
Bajo Vespasiano, se reclutó una unidad auxiliar del ejército romano de entre los mórinos, llamada Cohors I Morinorum, que fue asignada a la provincia Britannia.
Claudio Ptolomeo, en el siglo II, menciona dos de sus ciudades: Gesoriaco o Bononia (Boulogne-sur-Mer, Francia) y Taruenna (Thérouenne, Francia), a las que cabe añadir Castellum Morinorum (Cassel, Francia), que queda más al interior. 
Parece que en el Bajo Imperio su territorio abarcaba la diócesis de Boulogne y los de Saint Omer e Ypern.

## Notas

Mapa de las provincias galas, señalando la localización de los diferentes pueblos prerromanos que la habitaban.